# Pécsi József fotóművészeti ösztöndíj
A Pécsi József fotóművész, fényképészeti szakíró és szaktanár tiszteletére alapított Pécsi József fotóművészeti ösztöndíj 2011-ben ünnepelte létrejöttének huszadik évfordulóját: 1991-ben alapította a művelődési és közoktatási miniszter.
A Pécsi József fotóművészeti ösztöndíj – melyet kizárólag művészi-szakmai szempontokhoz kötnek – egy éven át havi meghatározott összeggel járul hozzá a művészek pályakezdéséhez, szakmai fejlődéséhez, előmeneteléhez.
A Nemzeti Kulturális Örökség Minisztériuma pályázat útján elnyerhető fotóművészeti ösztöndíja 35 év alatti fotóművészek, fotóriporterek és alkalmazott fotográfusok számára. Az ösztöndíj Időtartama 1-3 év. Odaítéléséről a miniszter által kinevezett szakmai kuratórium dönt. Az ösztöndíjasok évenkénti csoportos beszámoló kiállítását a Műcsarnok rendezte a Dorottya Galériában. A kiállításokról a Műcsarnok katalógussorozatot jelentetett meg. A kiállítások helyszíne és a katalógusok kiadója 2000-től 2015-ig a Magyar Fotográfusok Háza - Mai Manó Ház, 2016-tól a Robert Capa Kortárs Fotográfiai Központ. A Pécsi József fotóművészeti ösztöndíj kiírását, szervezését és pénzügyi lebonyolítását az Emberi Erőforrások Minisztériumának megbízásából a Magyar Alkotóművészeti Közhasznú Nonprofit Kft. (MANK) végzi.
A Pécsi József fotóművészeti ösztöndíj 20. évfordulója alkalmából a Magyar Fotográfusok Háza - Mai Manó Ház Kortárs magyar fotográfiák - Válogatás a Pécsi József Fotóművészeti Ösztöndíjasok Műveiből - 1991-2011 címmel megjelentetett egy naptárkatalógust, mely 20 évnyi idő 62 fotográfiáját zárja egy kötetbe Magyarország legrangosabb fotóművészeti ösztöndíját elnyert alkotóinak munkáiból.
Az ösztöndíj 25. évfordulója alkalmából Pécsi 25. Pécsi József fotóművészeti ösztöndíj 1991–2016 címmel átfogó, az ösztöndíj három korszakát megkülönböztető tárlatot rendeztek a Robert Capa Kortárs Fotográfiai Központban. A jubileumi kiállítás alkalmából egy hiánypótló online vizuális archívumot hoztak létre, mely a kiállítás bezárása után is kutatható maradt, valamint folyamatosan bővül mind a korábbi, hiányzó munkákkal, mind pedig az újonnan születő alkotásokkal.

## Pécsi József fotóművészeti ösztöndíjasok betűrendben
- Ádám József (1998, 1999)
- Ambrus Miklós (2009)
- Bácsi Róbert László (2009, 2010, 2011)
- Barakonyi Szabolcs (2003, 2005, 2006)
- Barcza Gergely (2009)
- Barta Zsolt Péter (1991, 1992, 1993)
- Bartis Attila (1998, 1999, 2002)
- Beöthy Balázs (2000)
- Bérczi Zsófia (2003, 2004)
- Bócsi Krisztián (2005, 2007)
- Bozsó András (1992, 1993, 1994)
- Cseh Gabriella (1994, 1995, 1996)
- Csoszó Gabriella (1994, 1995, 1996)
- Dezső T. Tamás (2007)
- Drégely Imre (1991, 1992, 1993)
- Elek Judit Katalin (2003, 2004)
- Eperjesi Ágnes (1992, 1993, 1994)
- Erdei Krisztina (2004, 2005, 2006)
- Fabricius Anna (2005, 2006, 2007)
- Farkas Antal (1991, 1992, 1993)
- Fekete András (2000, 2001, 2002)
- Fekete Zsolt (1996, 1997, 1998)
- Gábor Enikő (1996, 1997, 1998)
- Gáldi Vinkó Andrea (2010)
- Gárdi Balázs (2004, 2005, 2006)
- Göbölyös Luca (1997, 2001, 2002)
- Gyenis Tibor (2003, 2004, 2005)
- Gyurján Eszter (1996, 1997, 1998)
- Haid Attila (1997, 1998, 1999)
- Hajdu András (2002, 2003, 2004)
- Hajdú D. András (2009, 2010)
- Hajdu József (1993, 1994, 1995)
- Hamarits Zsolt (2004, 2005, 2006)
- Hangay Enikő (2010)
- Hartyány Norbert (2008, 2009, 2010)
- Hermann Ildi (2006, 2007, 2008)
- Hernád Géza (2008, 2009, 2010)
- Illés Barna (1999, 2000, 2001)
- Kalmár Lajos (2004, 2005)
- Kemenesi Zsuzsanna (1999, 2001, 2002)
- Kiss Péter (1996, 1997, 1998)
- Kiszely Krisztián (2001)
- Kóczán Gábor (2003)
- Kovács Melinda (2002, 2003, 2004)
- Kovalovszky Dániel (2004, 2005, 2006)
- Kudász Gábor Arion (2004, 2007, 2011)
- Kurucz Árpád (2010)
- Lábady István (2000)
- László Gergely (2005, 2006, 2007)
- Magyar Ádám (2006, 2007)
- Major Ákos (1993, 1994, 1995)
- Mártonfai Dénes (2009, 2010)
- Miskolczi Emese (2002)
- Molnár Zoltán (1998, 1999, 2000)
- Móricz Simon (2009, 2010)
- Mucsy Szilvia (2003, 2008)
- Nagy Tamás(2002, 2003, 2004)
- Németh Dániel (2006)
- Németh Hajnal (1999)
- Pecsics Mária (1998, 2007, 2008)
- Pók István (2009)
- Porkoláb Zsófi (2008)
- Rajcsányi Artúr (2003, 2007)
- Ridovics András (2002)
- Robitz Anikó (2008)
- Rosta József (2002, 2003, 2004)
- Simon Márk (2008, 2010)
- Simonyi Balázs (2008, 2009, 2010)
- Síró Lajos (2008)
- Soltész István (1997, 1999, 2000)
- Sopronyi Gyula (2009)
- Surányi Miklós (2006, 2008)
- Szabics Ágnes (2001, 2002, 2003)
- Szabó Benke Róbert (2005)
- Szabó Dezső (2000, 2001, 2002)
- Szabó Péter (2005)
- Szabó Sarolta (2003, 2004, 2005)
- Szabó Zoltán (1996, 1997, 1998)
- Szalontai Ábel (1997, 1998)
- Szász Lilla (2004, 2005)
- Szilágyi Lenke (1991, 1992, 1993)
- Wechter Ákos (2000, 2001)